# Grand Lake (Kolorado)
Grand Lake – miasto w Stanach Zjednoczonych, w stanie Kolorado, w hrabstwie Grand.